# Целиковская, Людмила Васильевна
Людми́ла Васи́льевна Целико́вская (8 сентября 1919, Астрахань, РСФСР — 4 июля 1992, Москва, Россия) — советская и российская актриса театра и кино, народная артистка РСФСР (1963).
Наибольшую популярность получила в 1940-е годы, снявшись в музыкальных комедиях военного времени «Антон Иванович сердится», «Близнецы», «Сердца четырёх», «Воздушный извозчик» и «Беспокойное хозяйство».

## Биография
Людмила Васильевна Целиковская родилась 8 сентября 1919 года в Астрахани в семье заслуженного деятеля искусств Василия Целиковского. Мать — Екатерина Лукинична, оперная певица.
До 1925 года семья Целиковской проживала в Астрахани. Людмила была болезненным ребёнком и тяжело переносила астраханский климат. По совету врачей Целиковские переехали в Москву.
В Москве девочка чувствовала себя хорошо. У Целиковской был прекрасный слух, и родители определили её в Гнесинскую школу учиться игре на фортепиано. Позже Целиковская увлеклась театром. По окончании общеобразовательной школы в 1937 году она подала документы в Театральное училище имени Щукина. Конкурс в том году был около 900 человек на 13 мест. На экзамене она прочла «Сон Татьяны» из «Евгения Онегина» и спела романс.
Студенткой дебютировала в спектакле «Слуга двух господ» Московского театра имени Вахтангова. В 1938 году Целиковская дебютировала в кино в роли пионерки Вали в фильме «Молодые капитаны». В том же году влюбляется в своего однокурсника Юрия Алексеева-Месхиева, за которого выходит замуж. Молодую талантливую актрису заметил режиссёр Константин Юдин и пригласил сниматься в фильме «Сердца четырёх», где она сыграла Шуру Мурашову. После начала Великой Отечественной войны премьера фильма была отложена и он вышел на экраны только в 1945 году. Фильм имел большой успех у зрителей. По словам актрисы, это была её любимая картина, так как она играла саму себя. Например, актриса так же, как и её героиня, любила сладкое и музыку и ненавидела математику.
В 1943 году вышел фильм «Воздушный извозчик», в котором актриса сыграла роль Наташи Куликовой. Сценарий был написан Евгением Петровым специально для неё. После этого фильма к ней пришла всесоюзная популярность. Во время съёмок фильма Целиковская влюбилась в партнёра по фильму Михаила Жарова. Ей на тот момент было 24 года, ему — 44. Вскоре они зарегистрировали брак. Оба ушли из семей и долго жили в номере гостиницы «Москва». Вместе выступали перед советскими солдатами на фронтах Великой Отечественной. Три месяца показывали фильм и выступали перед лётчиками 3-й воздушной армии.
Режиссёр Сергей Эйзенштейн пригласил Людмилу Целиковскую на роль царицы Анастасии в фильме «Иван Грозный». После выхода фильма все ведущие актёры, за исключением Целиковской, были удостоены Сталинской премии. Сталин лично вычеркнул её фамилию из списка со словами: «Такими царицы не бывают». После этого фильма она фактически потеряла работу в театре Вахтангова, где не хотели больше терпеть её постоянное отсутствие из-за участия в съёмках. В 1945 году после письма Эйзенштейна её вновь восстановили в театре.
После войны Целиковская снялась в фильмах Константина Юдина «Близнецы» и Михаила Жарова «Беспокойное хозяйство». Сценарий первого фильма был написан специально для Целиковской. Романтическая комедия военного времени «Беспокойное хозяйство» получила холодный приём со стороны критиков, которые обвинили создателей в плохом вкусе, сводничестве и отсутствии прогрессивных идей. Но картина имела успех у зрителей.
В конце 1940-х годов в жизни Людмилы Целиковской началась череда серьёзных проблем — её четвёртый муж, архитектор Каро Алабян, за которого она вышла замуж в 1948 году после развода с Михаилом Жаровым, попал в немилость к Берии. Алабян потерял работу и квартиру в Москве. Только заступничество А. И. Микояна спасло Алабяна от ареста. Он был отправлен на некоторое время работать в Армению. До 1953 года пара жила у друзей и родственников, не имея собственной квартиры. Только после письма в правительство им дали жильё, а Алабяну — работу.
Самый известный фильм 1950-х годов с участием Целиковской — картина «Попрыгунья», в которой она сыграла роль Ольги Ивановны Дымовой. Партнёром по фильму выступил Сергей Бондарчук. В 1955 году на Венецианском кинофестивале картина получила «Серебряного льва» как лучший иностранный фильм. Однако актриса не была удостоена каких-либо наград, а почётное звание «Народная артистка РСФСР» было присвоено ей только в 1963 году.
В 1959 году умер её муж Каро Алабян. В 1960-е годы она стала фактической женой театрального режиссёра Юрия Любимова. Она сыграла большую роль в становлении Театра на Таганке — придумывала постановки для многих спектаклей, используя свои связи, помогала мужу в борьбе с бюрократизмом чиновников. В квартире Любимова и Целиковской собирались Борис Пастернак, Григорий Бакланов, Борис Можаев, Андрей Вознесенский, Евгений Евтушенко, Фёдор Абрамов, Борис Васильев и Пётр Капица, исполнял свои песни Владимир Высоцкий. Любимов называл жену «Циолковская» и «Генерал». Любимов находился в немилости у руководства страны. Из-за этого его жене не было присвоено почётное звание «Народная артистка СССР», хотя театр несколько раз представлял её к награждению этой государственной наградой. То обстоятельство, что она была фактической женой неблагонадёжного Любимова, послужило причиной отказа со стороны руководства.
В 1975 году Людмила Целиковская и Юрий Любимов разошлись. Причиной расставания стали измены Любимова. «Жить с гением трудно» — вспоминала Целиковская.
Одна из её последних заметных ролей в кино — Раиса Павловна Гурмыжская в фильме режиссёра Владимира Мотыля «Лес», положенном на полку до Перестройки.
Целиковская играла в теннис, любила лес, походы за грибами и ягодами. Любила вязать. Переводила с английского. Любила и умела готовить, домработниц у неё никогда не было, все домашние дела она делала сама. Играла в карты, пела романсы. Обожала музыку, живопись и книги.
В 1989 году у Целиковской обнаружили рак, но диагноз от неё скрывали. В последние годы жизни она тяжело болела. Целиковская скончалась на 73-м году жизни 4 июля 1992 года в Москве. Похоронена на Новодевичьем кладбище (5 участок, 31 ряд, 1 могила) рядом с Каро Алабяном.

## Семья
Впервые Целиковская вышла замуж на втором курсе театрального училища (1938) за своего однокурсника Юрия Алексеева-Месхиева (1917—1946).
Вторым мужем актрисы (1939—1941) стал писатель Борис Войтехов (1911—1975).
Третьим мужем (1942—1947) был актёр Михаил Жаров (1899—1981).
Последним официальным мужем актрисы (1948—1959) стал архитектор Каро Алабян (1897—1959). У них родился сын Александр (1949), который впоследствии назвал своего сына в честь отца Каро. Правнуки Целиковской — Дмитрий Алабян (1996), Людмила Алабян (названа в честь прабабушки), Артём Алабян.
Около 16 лет (1959—1975) Целиковская состояла в фактических супружеских отношениях с Юрием Любимовым (1917—2014).
В конце жизни Людмила Целиковская назвала первые два замужества ошибками молодости, а о Михаиле Жарове всегда отзывалась тепло: «Он любил меня больше всех… А я больше всех любила Алабяна».

## Творчество

#### Театр имени Е. Б. Вахтангова
- «Мадемуазель Нитуш» Ф. Эрве — Дениза
- «Великий государь» В. А. Соловьёва — царица Мария Нагая
- «Слуга двух господ» К. Гольдони — Клариче
- «Соломенная шляпка» Э. Лабиша и Марк-Мишеля — Элиза
- «Много шума из ничего» Шекспира — Беатриче (сохранилась телеверсия)
- 1947 — «Глубокие корни» Дж. Гоу и А. Д’Юссо — Дженевра
- 1954 — «Перед заходом солнца» Г. Гауптмана — Инкен Петерс
- 1955 — «Лев Гурыч Синичкин, или Провинциальная дебютантка» (радиоспектакль), режиссёр Р. Н. Симонов — Лиза Синичкина.
- 1956 — «Ромео и Джульетта» Шекспира — Джульетта Капулетти
- 1956 — «Фома Гордеев» М. Горького — Медынская
- 1958 — «Идиот» Ф. М. Достоевского — Аглая Ивановна Епанчина
- «Каменный гость» А. С. Пушкина — Лаура
- 1960 — «Живой труп» — Лиза Протасова[14]
- 1986 — «Поцелуй» А. Д. Салынского
- 1991 — «Мартовские иды» Т. Уайлдера; постановка А. Ф. Каца

### Фильмография
Жирным выделены фильмы, в которых Людмила Целиковская сыграла главную роль.

| Год  |     | Название                                                                              | Роль                                                         |
| ---- | --- | ------------------------------------------------------------------------------------- | ------------------------------------------------------------ |
| 1939 | ф   | Молодые капитаны                                                                      | Валя                                                         |
| 1941 | ф   | Антон Иванович сердится                                                               | Серафима Антоновна Воронова                                  |
| 1941 | ф   | Сердца четырёх                                                                        | Александра Сергеевна Мурашова, младшая сестра, студентка     |
| 1943 | ф   | Воздушный извозчик                                                                    | Наташа Куликова                                              |
| 1944 | ф   | Иван Грозный                                                                          | Анастасия Романовна                                          |
| 1945 | ф   | Близнецы                                                                              | Люба Карасёва                                                |
| 1946 | ф   | Беспокойное хозяйство                                                                 | Антонина Павловна Калмыкова, ефрейтор                        |
| 1948 | кор | Карандаш на льду                                                                      | Наташа                                                       |
| 1948 | ф   | Повесть о настоящем человеке                                                          | Зиночка                                                      |
| 1954 | ф   | Мы с вами где-то встречались                                                          | Лариса Левкоева                                              |
| 1955 | ф   | Попрыгунья                                                                            | Ольга Ивановна Дымова                                        |
| 1956 | ф   | Много шума из ничего                                                                  | Беатриче                                                     |
| 1970 | тф  | Семья как семья                                                                       | Татьяна Ивановна Коробовадсетра                              |
| 1973 | тф  | Он пришёл                                                                             | миссис Берлинг                                               |
| 1976 | тф  | Дамы и гусары                                                                         | Анеля                                                        |
| 1977 | тф  | Человек с ружьём                                                                      | Имя персонажа не указано                                     |
| 1978 | тф  | День-деньской                                                                         | Имя персонажа не указано                                     |
| 1978 | тф  | Однокашники                                                                           | Софья Анатольевна Поповская                                  |
| 1980 | ф   | Лес                                                                                   | Раиса Павловна Гурмыжская                                    |
| 1982 | тф  | Мистерия Буфф                                                                         | дама с картонками                                            |
| 1984 | тф  | Невероятное пари, или Истинное происшествие, благополучно завершившееся сто лет назад | мадам Брыкович, содержательница меблированных комнат «Тунис» |
| 1987 | тф  | Портрет                                                                               | Полная дама                                                  |
| 1987 | тф  | Репетитор                                                                             | Ксения Львовна Замятина                                      |

## Признание и награды
- Медаль «За трудовую доблесть» (16 декабря 1946) — за выдающиеся заслуги в области советского театрального искусства, в связи с 20-летием Государственного театра имени Евг. Вахтангова
- Заслуженная артистка РСФСР (1954)
- Приз «Серебряный лев святого Марка» I степени Венецианского кинофестиваля (1955) за роль в фильме «Попрыгунья»
- Народная артистка РСФСР (1963)
- орден Трудового Красного Знамени (31 июля 1990).

### Мемуары
- Воспоминания. — М.: Союз кинематографистов СССР, 1989. — 104 с.

## Память
- На доме № 18 на Новинском бульваре в Москве, где жила актриса с 1954 по 1992 год, открыта мемориальная доска (скульптор Андрей Балашов, архитектор Вячеслав Бухаев)[15].
- В честь Людмилы Целиковской назван сорт гладиолусов 547-С-04 Мирошниченко ярко-розового цвета[16].
- Имя актрисы использовано в песне А. Галича «Городской романс (Тонечка)», в которой описана жизнь советской элиты: «А что у папы у её пайки цековские, И по праздникам кино с Целиковскою!».

### Документальные фильмы и телепередачи
- «Людмила Целиковская. „Одиночество любви“» («Первый канал», 2008)[17]
- «Людмила Целиковская. „Последний день“» («Звезда», 2017)[18]
- «Людмила Целиковская. „Муза трёх королей“» («ТВ Центр», 2019)[19].